# Bardsragujn chumb 2022-2023
Il Bardsragujn chumb 2022-2023 è stata la 31ª edizione della massima serie del campionato armeno di calcio. Il P'yownik era la squadra campione in carica.
L'Urartu ha vinto il campionato per la seconda volta nella sua storia.

## Stagione

### Novità
Nel corso della scorsa stagione, il Sevan si è ritirato dopo tredici match disputati per motivi economici.
Il Noravank, detentore coppa nazionale, non ha presentato domanda di iscrizione a questa edizione del torneo.
Dall'Araǰin Xowmb 2021-2022 è salito, primo classificato, il Lernayin Artsakh. Complice la defezione del Noravank, lo Širak, classificatosi alle spalle del Lernayin Artsakh, è stato ripescato e ammesso a questa edizione del campionato, dopo un solo anno di assenza.

### Formula
Le squadre si affrontano quattro volte, per un totale di 36 giornate. L'ultima classificata retrocede in Araǰin Xowmb.
La squadra prima classificata è dichiarata campione d'Armenia ed è ammessa al primo turno di qualificazione della UEFA Champions League 2023-2024. La seconda e la terza classificata vengono ammesse al primo turno di qualificazione della UEFA Europa Conference League 2023-2024. Se la squadra vincitrice della coppa nazionale, ammessa al secondo turno di qualificazione della UEFA Europa Conference League 2023-2024, si classifica tra il primo e il terzo posto, l'accesso al primo turno di Conference League va a scalare.

## Squadre partecipanti
| Club             | Stagione | Città        | Stadio                              | Stagione precedente           |
| ---------------- | -------- | ------------ | ----------------------------------- | ----------------------------- |
| Alaškert         |          | Erevan       | Stadio Alaškert                     | 3º posto in Bardsragujn chumb |
| Ararat           |          | Erevan       | Stadio Repubblicano Vazgen Sargsyan | 4º posto in Bardsragujn chumb |
| Ararat-Armenia   | dettagli | Erevan       | FFA Academy Stadium                 | 2º posto in Bardsragujn chumb |
| BKMA Erevan      |          | Erevan       | FFA Academy Stadium                 | 9º posto in Bardsragujn chumb |
| Lernayin Artsakh |          | Goris        | Stadio Arevik (Vajk)                | 1º posto in Araǰin Xowmb      |
| Noah             |          | Erevan       | Stadio comunale di Armavir          | 6º posto in Bardsragujn chumb |
| P'yownik         |          | Erevan       | Stadio Repubblicano Vazgen Sargsyan | Campione d'Armenia            |
| Širak            |          | Gyumri       | Stadio comunale di Gyumri           | 2º posto in Araǰin Xowmb      |
| Urartu           |          | Erevan       | Stadio Urartu                       | 5º posto in Bardsragujn chumb |
| Van Charentsavan |          | Charentsavan | Stadio comunale di Charentsavan     | 8º posto in Bardsragujn chumb |

## Allenatori e primatisti
| Squadra          | Allenatore                                                                                        | Giocatore più presente (tra parentesi il numero delle presenze)         | Capocannoniere (tra parentesi il numero dei gol segnati)                 |
| ---------------- | ------------------------------------------------------------------------------------------------- | ----------------------------------------------------------------------- | ------------------------------------------------------------------------ |
| Alaškert         | Karen Barseghyan (1ª-18ª) Armen Shahgeldyan (19ª-20ª) Vahe Gevorgyan (21ª-36ª)                    | Ognjen Čančarević, Artak Edigaryan, Thiago Galvão, Artak Grigoryan (33) | Bladimir Díaz (11)                                                       |
| Ararat           | Aram Voskanyan (1ª-9ª) Rafael Safaryan (10ª-11ª) Gagik Simonyan (12ª-36ª)                         | Rudik Mkrtchyan (33)                                                    | Razmik Hakobyan (7)                                                      |
| Ararat-Armenia   | Vardan Bichakhchyan                                                                               | Vsevolod Ermakov (36)                                                   | Wilfried Eza (13)                                                        |
| BKMA Erevan      | Rafael Nazaryan                                                                                   | Mikayel Mirzoyan (36)                                                   | Gor Lulukyan, Mikayel Mirzoyan, Grenik Petrosyan, Gevorg Tarakhchyan (4) |
| Lernayin Artsakh | Artashes Adamyan (1ª-26ª) Armen Adamyan (27ª-36ª)                                                 | Simone Obonde, Olaoluwa Ojetunde (35)                                   | Yeison Racines (4)                                                       |
| Noah             | Aram Hakobyan (1ª-3ª) Valeri Aleksanyan (4ª) Ṙobert Arzowmanyan (5ª-10ª) Tigran Yesayan (11ª-36ª) | Adams Friday, Ruben Yesayan, Levon Vardanyan (33)                       | Levon Vardanyan (8)                                                      |
| P'yownik         | Eġiše Melik'yan                                                                                   | Artak Dašyan (31)                                                       | Luka Juričić, Yusuf Otubanjo (17)                                        |
| Širak            | Edgar Torosyan                                                                                    | Arsen Sadoyan (35)                                                      | Moussa Bakayoko (7)                                                      |
| Urartu           | Dmitrij Gunko                                                                                     | Žirayr Margaryan (34)                                                   | Dmytro Chl'obas (9)                                                      |
| Van Charentsavan | Artur Asoyan (1ª-20ª) Humberto Viviani (13ª, 21ª-30ª) Hayk Hovhannisyan (31ª-36ª)                 | Edgar Movsesyan (36)                                                    | Edgar Movsesyan (9)                                                      |

## Classifica finale
|                    | Pos. | Squadra          | Pt | G  | V  | N  | P  | GF | GS | DR  |
| ------------------ | ---- | ---------------- | -- | -- | -- | -- | -- | -- | -- | --- |
| Armenia (bandiera) | 1.   | Urartu           | 83 | 36 | 26 | 5  | 5  | 68 | 25 | +43 |
|                    | 2.   | P'yownik         | 80 | 36 | 25 | 5  | 6  | 72 | 23 | +49 |
|                    | 3.   | Ararat-Armenia   | 76 | 36 | 23 | 7  | 6  | 70 | 27 | +43 |
|                    | 4.   | Alaškert         | 66 | 36 | 20 | 6  | 10 | 58 | 37 | +21 |
|                    | 5.   | Van Charentsavan | 40 | 36 | 11 | 7  | 18 | 38 | 59 | -21 |
|                    | 6.   | Ararat           | 38 | 36 | 10 | 8  | 18 | 29 | 42 | -13 |
|                    | 7.   | Širak            | 36 | 36 | 10 | 6  | 20 | 25 | 55 | -30 |
|                    | 8.   | Noah             | 32 | 36 | 8  | 8  | 20 | 34 | 66 | -32 |
|                    | 9.   | BKMA Erevan      | 32 | 36 | 7  | 11 | 18 | 36 | 53 | -17 |
|                    | 10.  | Lernayin Artsakh | 22 | 36 | 5  | 7  | 24 | 16 | 59 | -43 |

      Campione d'Armenia e ammessa alla UEFA Champions League 2023-2024
      Ammesse alla UEFA Europa Conference League 2023-2024
      Retrocessa in Araǰin Xowmb 2023-2024
Note:

Tre punti per la vittoria, uno per il pareggio, zero per la sconfitta.
In caso di arrivo di due o più squadre a pari punti, la graduatoria verrà stilata secondo la classifica avulsa tra le squadre interessate.

## Risultati

### Partite (1-18)
|                  | Ala  | Ara  | AAr  | BKM  | Ler  | Noa  | P'yo | Šir  | Ura  | Van  |
| ---------------- | ---- | ---- | ---- | ---- | ---- | ---- | ---- | ---- | ---- | ---- |
| Alaškert         | –––– | 2-0  | 1-1  | 1-0  | 2-1  | 5-0  | 1-2  | 3-0  | 0-0  | 0-0  |
| Ararat           | 0-1  | –––– | 0-2  | 0-0  | 0-0  | 2-1  | 1-0  | 0-1  | 0-2  | 1-0  |
| Ararat-Armenia   | 4-1  | 2-1  | –––– | 1-0  | 1-0  | 3-0  | 0-0  | 3-0  | 0-1  | 4-0  |
| BKMA Erevan      | 2-4  | 2-1  | 2-2  | –––– | 0-1  | 2-2  | 1-1  | 0-1  | 1-4  | 0-3  |
| Lernayin Artsakh | 0-1  | 2-1  | 0-1  | 1-1  | –––– | 0-0  | 1-1  | 0-0  | 1-2  | 0-1  |
| Noah             | 3-4  | 0-0  | 1-2  | 0-0  | 0-1  | –––– | 0-1  | 1-3  | 0-6  | 2-2  |
| P'yownik         | 5-1  | 0-1  | 2-1  | 3-1  | 1-0  | 3-0  | –––– | 1-0  | 0-3  | 0-1  |
| Širak            | 0-2  | 0-0  | 0-5  | 1-0  | 1-2  | 2-0  | 0-1  | –––– | 0-2  | 1-1  |
| Urartu           | 1-1  | 2-1  | 1-0  | 1-0  | 2-3  | 3-1  | 2-1  | 1-0  | –––– | 0-1  |
| Van Charentsavan | 1-0  | 0-2  | 0-4  | 0-0  | 1-1  | 2-2  | 0-3  | 2-1  | 0-1  | –––– |

### Partite (19-36)
|                  | Ala  | Ara  | AAr  | BKM  | Ler  | Noa  | P'yo | Šir  | Ura  | Van  |
| ---------------- | ---- | ---- | ---- | ---- | ---- | ---- | ---- | ---- | ---- | ---- |
| Alaškert         | –––– | 0-1  | 0-0  | 1-2  | 1-0  | 3-0  | 1-2  | 3-0  | 3-2  | 3-1  |
| Ararat           | 2-4  | –––– | 1-3  | 1-1  | 2-0  | 1-0  | 0-2  | 1-2  | 0-0  | 1-3  |
| Ararat-Armenia   | 0-1  | 2-1  | –––– | 2-1  | 0-0  | 3-0  | 1-1  | 1-0  | 2-2  | 4-1  |
| BKMA Erevan      | 1-1  | 0-1  | 2-5  | –––– | 2-1  | 0-1  | 1-1  | 0-1  | 0-2  | 5-1  |
| Lernayin Artsakh | 1-3  | 0-3  | 0-2  | 0-3  | –––– | 0-2  | 0-6  | 0-1  | 0-4  | 0-2  |
| Noah             | 3-2  | 2-1  | 2-1  | 1-2  | 2-0  | –––– | 1-3  | 2-2  | 0-2  | 1-0  |
| P'yownik         | 1-0  | 2-0  | 4-1  | 3-0  | 2-0  | 2-0  | –––– | 4-1  | 0-1  | 4-0  |
| Širak            | 0-1  | 1-1  | 0-2  | 1-1  | 1-0  | 0-2  | 0-4  | –––– | 2-3  | 1-0  |
| Urartu           | 1-0  | 1-1  | 0-3  | 1-0  | 3-0  | 1-0  | 1-3  | 3-1  | –––– | 2-0  |
| Van Charentsavan | 0-1  | 3-1  | 1-2  | 0-1  | 4-0  | 1-1  | 1-3  | 3-0  | 0-5  | –––– |

## Statistiche

### Capoliste solitarie
|    | —— | ——  | —— | ——       | ——       | ——       | ——       | —— | ——     | ——     | ——     | ——     | ——     | ——     | ——     | ——     | ——     | ——     | ——     | ——     | ——     | ——     | ——     | ——     | ——     | ——     | ——     | ——     | ——     | ——     | ——     | ——     | ——     | ——     | ——     | —— |  |
|    |    | Ala |    | Alaškert | Alaškert | Alaškert | Alaškert |    | Urartu | Urartu | Urartu | Urartu | Urartu | Urartu | Urartu | Urartu | Urartu | Urartu | Urartu | Urartu | Urartu | Urartu | Urartu | Urartu | Urartu | Urartu | Urartu | Urartu | Urartu | Urartu | Urartu | Urartu | Urartu | Urartu | Urartu |    |  |
|    |    |     |    |          |          |          |          |    |        |        |        |        |        |        |        |        |        |        |        |        |        |        |        |        |        |        |        |        |        |        |        |        |        |        |        |    |  |
|    |    |     |    |          |          |          |          |    |        |        |        |        |        |        |        |        |        |        |        |        |        |        |        |        |        |        |        |        |        |        |        |        |        |        |        |    |  |
| 1ª | 2ª | 3ª  | 4ª | 5ª       | 6ª       | 7ª       | 8ª       | 9ª | 10ª    | 11ª    | 12ª    | 13ª    | 14ª    | 15ª    | 16ª    | 17ª    | 18ª    | 19ª    | 20ª    | 21ª    | 22ª    | 23ª    | 24ª    | 25ª    | 26ª    | 27ª    | 28ª    | 29ª    | 30ª    | 31ª    | 32ª    | 33ª    | 34ª    | 35ª    | 36ª    |    |  |

### Individuali

#### Classifica marcatori
| Gol |  |  | Giocatore        | Squadra                              |
| --- |  |  | ---------------- | ------------------------------------ |
| 17  |  |  | Luka Juričić     | P'yownik                             |
| 17  |  |  | Yusuf Otubanjo   | P'yownik                             |
| 13  |  |  | Wilfried Eza     | Ararat-Armenia                       |
| 11  |  |  | Bladimir Díaz    | Alaškert                             |
| 10  |  |  | Artak Edigaryan  | Alaškert                             |
| 10  |  |  | Tenton Yenne     | Ararat-Armenia                       |
| 9   |  |  | Dmytro Chl'obas  | Urartu                               |
| 9   |  |  | Hugo Firmino     | Ararat-Armenia                       |
| 9   |  |  | Tiago Galvão     | Alaškert                             |
| 9   |  |  | Edgar Movsesyan  | Van Charentsavan                     |
| 8   |  |  | Narek Grigoryan  | Urartu                               |
| 8   |  |  | Maksim Majrovič  | Urartu                               |
| 8   |  |  | Levon Vardanyan  | Noah                                 |
| 7   |  |  | Moussa Bakayoko  | Širak                                |
| 7   |  |  | Razmik Hakobyan  | Ararat                               |
| 7   |  |  | Leon Sabua       | Urartu                               |
| 7   |  |  | Art'owr Serobyan | BKMA Erevan (2) / Ararat-Armenia (5) |